# Ostroga (Karkonosze)
Ostroga (1090 m n.p.m.) – szczyt w Karkonoszach, w obrębie Śląskiego Grzbietu.
Jest to mało wybitne wzniesienie w zachodniej części Śląskiego Grzbietu, poniżej Śnieżnych Kotłów, poniżej Gawr.
Zbudowane z granitu karkonoskiego. Pokryte rumowiskiem z głazów granitowych.
Porośnięte lasem świerkowym.
Leży na granicy Karkonoskiego Parku Narodowego.

## Szlaki turystyczne
Pod wierzchołkiem biegnie trawersem szlak turystyczny:
- czerwony ze schroniska „Pod Łabskim Szczytem” do Rozdroża pod Wielkim Szyszakiem.